# Мати Картлі

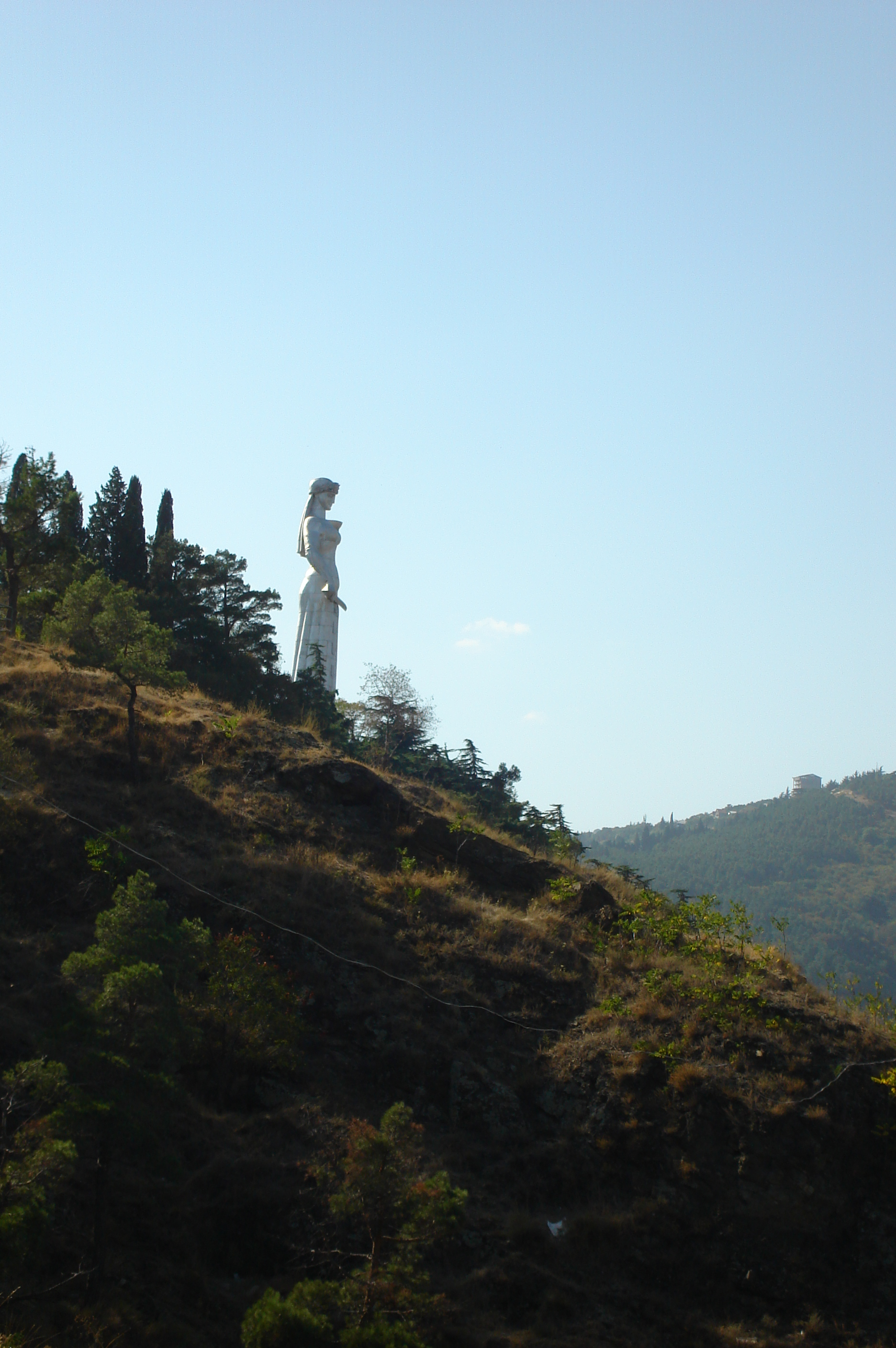
Вид здалеку

«Мати Картлі» (груз. ქართლის დედა) — монумент у столиці Грузії, місті Тбілісі, що став одним із символів Тбілісі.
Монумент був побудований на вершині пагорба Сололакі в 1958 році, коли місто Тбілісі відзначало свій 1500-річний ювілей. Автором монумента висотою 20 метрів є грузинський скульптор Елгуджа Амашукелі. Спочатку, в 1958 році монумент був виконаний з дерева. В 1963 році він був замінений на алюмінієвий.
За скульптуру Мати Картлі Елгуджа Амашукелі був удостоєний в 1965 р. Державної премії Грузинської РСР ім. Ш. Руставелі.
Статуя символізує грузинський національний характер: жіноча фігура тримає у лівій руці чашу з вином для привітання тих, хто прийшов як друг, а в правій руці меч для тих, хто прийшов як ворог.